# Bathysolea
Bathysolea is een geslacht van straalvinnige vissen uit de familie van eigenlijke tongen (Soleidae). Het geslacht is voor het eerst wetenschappelijk beschreven in 1916 door Roule.

## Soorten
- Bathysolea lactea Roule, 1916
- Bathysolea lagarderae Quéro & Desoutter, 1990
- Bathysolea polli (Chabanaud, 1950)
- Bathysolea profundicola (Vaillant, 1888)